# Kosiv
Kosiv (ukrainska: Косів uttal (fil)) är en stad i Ivano-Frankivsk oblast i västra Ukraina med omkring 8 000 invånare. 
Staden nämns för första gången i ett dokument från år 1424. År 2019 skrevs keramiken från Kosiv in på Unescos lista över immateriellt kulturarv.